# MG 7
MG 7 — автомобиль бизнес-класса, выпускавшийся китайским производителем Nanjing Automobile и основанный на британских автомобилях Rover 75 и MG ZT. Производство началось в начале 2007 года. MG7 получил хорошие отзывы от британского автожурнала «Auto Express», который провёл тест-драйв в мае 2008 года, хотя этот автомобиль официально не продавался в Великобритании.

## Первое поколение

### Характеристики

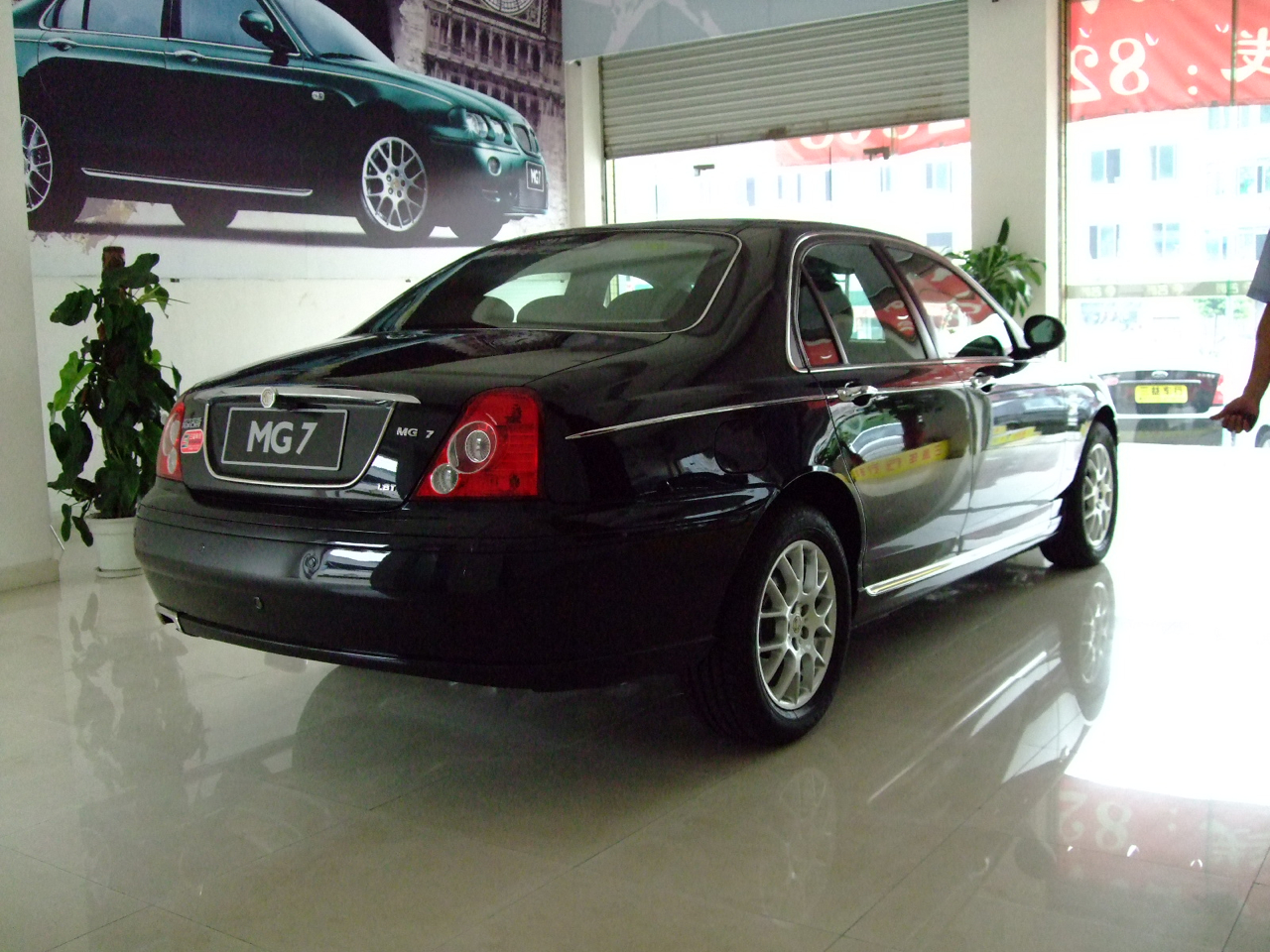
Вид сзади MG7 2008 года

MG7 выпускался в двух вариантах: первый напоминает Mark I MG ZT со сдвоенными передними фарами, а второй похож на Mark II Rover 75 V8. Длиннобазная версия имеет индекс MG7L и отличается радиаторной решёткой от Rover 75 V8.
MG7 предлагался в двух комплектациях — «Classic» и «Sport», отличающиеся решётками радиатора и двигателями. Заметными внешними отличиями от моделей ZT и 75 являются новые светодиодные блоки задних фонарей и новые колёсные диски. Также автомобиль имеет новые аудио- и отопительную системы, улучшенную шумоизоляцию, а также мог оснащаться люком на крыше. Двигатели 1,8T и 2,5 V6 N-Series являются переделанными моторами Rover K-Series для соответствия нормам Euro IV. Изменения в электрической системе позволили улучшить зажигание двигателя, а также позволили устанавливать дополнительное оборудование — такое, как DVD-проигрыватели в передних подголовниках для задних пассажиров и камеры заднего вида. Все модели оснащались подушками безопасности.

## Второе поколение
Второе поколение MG 7 было запущено в производство в августе 2022 года, а продажи начались в июле 2023 года. Ожидалось, что автомобиль будет продаваться только в Китае и использовать новое обозначение Black Label.
Всего было презентовано 2 модели: 405 VTGI Trophy с 2,0-литровым бензиновым двигателем мощностью 192 кВт (257 л. с.) и крутящим моментом 405 Н⋅м в паре с девятиступенчатой автоматической трансмиссией. Более дешёвая версия — 300 VTGI с 1,5-литровым бензиновым двигателем мощностью 138 кВт (185 л. с.) и крутящим моментом 300 Н⋅м в паре с семиступенчатой трансмиссией с двумя сцеплениями.
Всего доступно пять цветов кузова: холодно-изумрудный, фарфорово-белый, чернильно-чёрный, морозно-серый и камелийно-красный. Ценовой диапазон варьируется от 119800 до 169800 юаней.

На Ближнем Востоке автомобиль был представлен 22 апреля 2024 года. Он оснащён бензиновыми турбодвигателями объёмом 1,5—2,0 л. Автомобили с 1,5-литровым двигателем предлагаются в комплектациях STD и DEL, а с 2,0-литровым — в комплектациях COM и G.DEL.

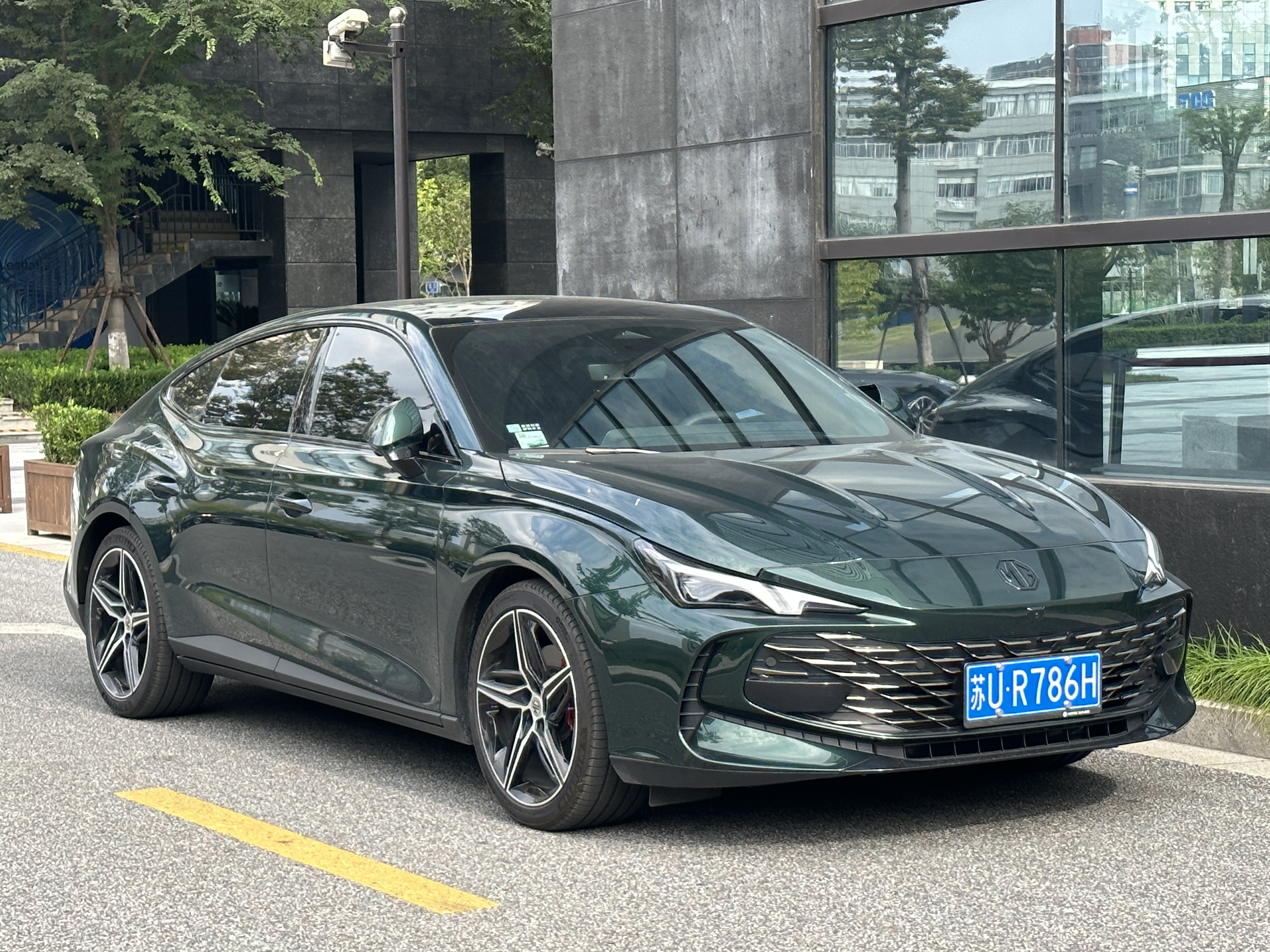
Вид спереди
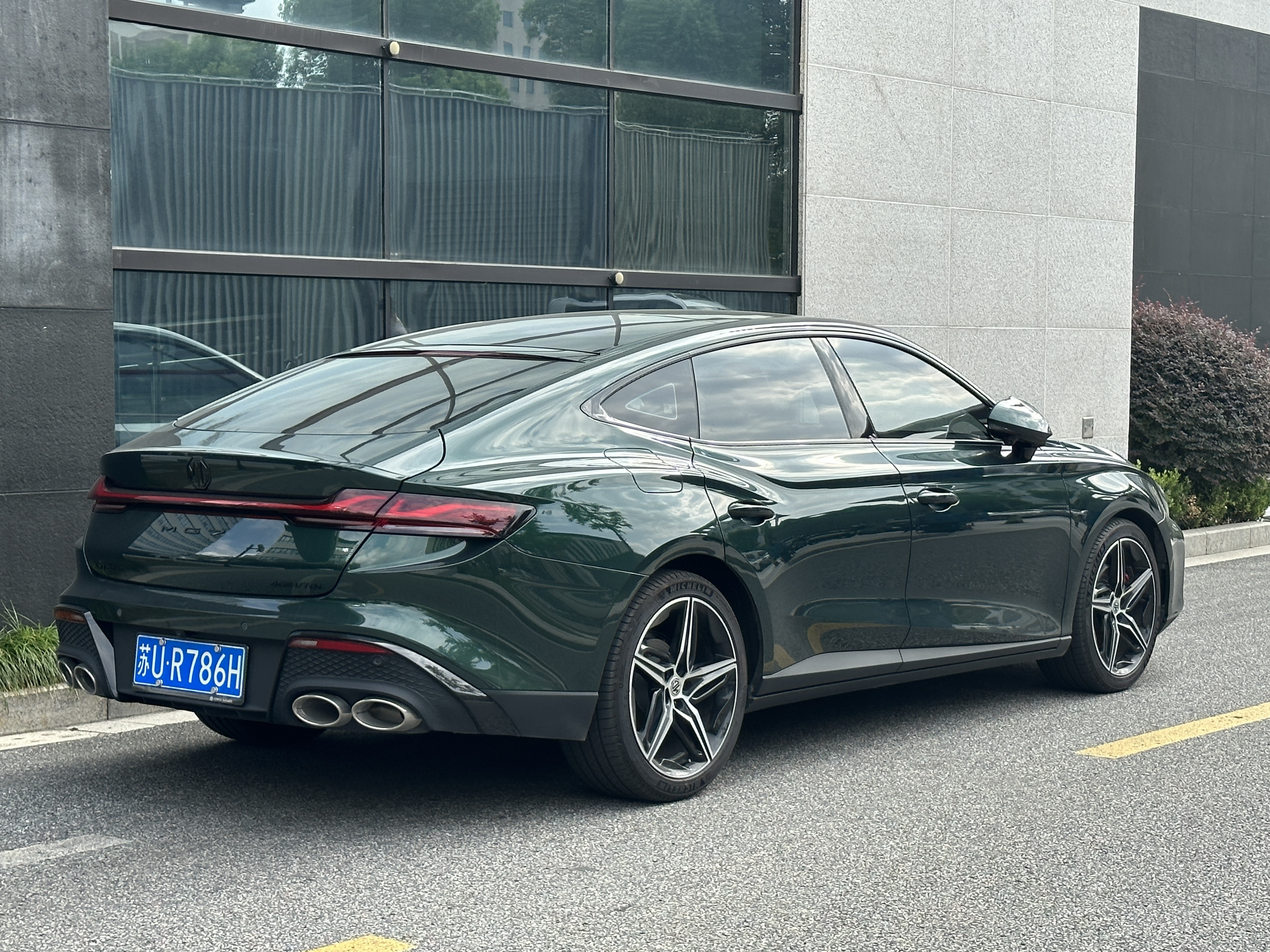
Вид сзади